# Verzilveren
Verzilveren is het bedekken van een voorwerp met een laagje zilver.

## Productie
Verzilveren kan gedaan worden door een object te bekleden met een folielaag van zilver dat tot 0,1 μm dikte wordt verkregen, vergelijkbaar met bladgoud. Dunnere lagen zilver kunnen worden aangebracht op een object door middel van thin film-depositietechnieken. Hier gaat het om een totale dikte die niet waarneembaar is met het menselijk oog, namelijk in de orde van fracties van een nanometer tot enkele micrometers dik.

## Uitdrukkingen en afgeleiden
- Verzilveren betekent ook: te gelde maken. Dit is dus het omruilen voor geld, maar de term wordt ook wel gebruikt voor het besparen van geld (men betaalt niets of minder dan men anders zou hebben gedaan). De NS gebruikt de term ook voor het omzetten van een couponcode in een e-ticket, zelfs als het gaat om een e-ticket dat niet gewoon te koop is.

- Figuurlijk wordt verzilveren gebruikt om aan te duiden dat iemand het zekere voor het onzekere neemt.